# 一人来い二人来いみんな来い
『一人来い二人来いみんな来い』（ひとりこいふたりこいみんなこい）は、1980年（昭和55年）9月2日から1981年（昭和56年）1月27日まで、TBS系列の毎週火曜日21:00 - 21:55の枠で放映されていたテレビドラマ。全22話。

## 概要
ヒロイン・中西律子の実家である養護施設「青葉の家」が主な舞台となる。夫を亡くした律子は、身の周りの整理をして20年ぶりに実家に帰ってきた。「青葉の家」を運営していた母も亡くなっていたため、この施設を解散して売却するつもりでいた。しかし、入所していた子供を引き取りに来たある父親のその身勝手さを目にした律子は考えを一転させ、自分がこの「青葉の家」を守り、子供たちの将来も守ることを決意、帰る所の無い子供たちの抱える悩みや事情、周囲の人々との交流などが描かれた。
また、池内淳子は1974年4月から1980年3月まで日本テレビと結んでいた専属契約からフリーとなったため、ひさびさのTBSの連続ドラマへの出演となった。

## 出演
- 中西律子 - 池内淳子
- 風間良和 - 小野寺昭
- 金子三郎（ミカの兄） - 西田敏行
- 高村加寿子（律子の姉） - 山岡久乃
- 多佳子 - 志穂美悦子
- 若葉（保母） - 中尾ミエ
- 金子ミカ - 井上夏葉
- 高村奈々子 - 木内みどり
- 片岡直治 - 草見潤平
- 高村洋介（加寿子の夫） -  小林亜星
- 高村浅子（加寿子の姑） - 杉村春子 （特別出演）
- 武藤 - 山本學
- - 塩沢とき
- 繭子 - 岡本舞
- 信一 - 三田村邦彦
- 徹夫（「青葉の家」園児） - 吉田友紀
- 和也（「青葉の家」園児） - 上村和也
- 英二（「青葉の家」園児） - 嶋英二
- 大西圭（「青葉の家」園児）- 芦田圭
- 潤（「青葉の家」園児） - 玉木潤
ほか

ゲスト出演
- 千枝（英二のおば） - 岩本多代 第8話・第9話
- 泰子（律子の友人） - 草笛光子 第12話
- 秀和 - 伊藤秀和 第14話
- 徹夫の母 - 本山可久子 第16話
- 友造 - 名古屋章 第17話
- 大西圭の父 - 蟹江敬三 - 第18話
- 神谷（福祉委員） - 車だん吉 第20話
- ミチ子（潤の母）- 結城美栄子 第22話

## スタッフ
- 脚本 - 楠田芳子（全話担当）
- プロデューサー - 武敬子
- 演出
  - 脇田時三（第1 - 4話、第8 - 11話、第15 - 18話、第21話）
  - 本多勝也（第5 - 7話、第12 - 14話、第19 - 20話、第22話）
- 照明 - ティ・エル・シー
- 協力 - 東通ビデオセンター事業部
- 技術協力 - タムコ
- 製作 - テレパック、TBS

## 主題歌
狩人「風が吹けば」（作詞：阿久悠、作曲：小林亜星）